# New York Jets 1979
La stagione 1979 dei New York Jets è stata la decima della franchigia nella National Football League, la 20ª complessiva.  Come nell’anno precedente il club terminò con un bilancio finale di 8 vittorie e 8 sconfitte.
Matt Robinson iniziò la stagione come quarterback titolare ma a causa di un infortunio gli subentrò Richard Todd. Con il termine della stagione 1979, i Jets divennero una delle sole tre squadre non di espansione a non raggiungere i playoff negli anni settanta (le altre furono i New York Giants e i New Orleans Saints.

## Scelte nel Draft 1979

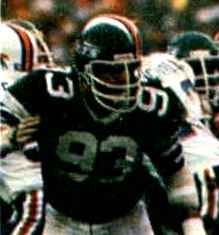
Marty Lyons fu la scelta del primo giro dei Jets nel Draft 1979

| Scelte dei Jets nel Draft 1979 | Scelte dei Jets nel Draft 1979 | Scelte dei Jets nel Draft 1979 | Scelte dei Jets nel Draft 1979 | Scelte dei Jets nel Draft 1979 |
| Giro                           | Scelta                         | Giocatore                      | Ruolo                          | College                        |
| ------------------------------ | ------------------------------ | ------------------------------ | ------------------------------ | ------------------------------ |
| 1                              | 14                             | Marty Lyons                    | DE                             | Alabama                        |
| 2                              | 41                             | Mark Gastineau                 | DE                             | Arizona St.                    |
| 3                              | 68                             | Donald Dykes                   | DB                             | SE Louisiana                   |
| 4                              | 96                             | Eric Cunningham                | G                              | Penn St.                       |
| 4                              | 98                             | Johnny Lynn                    | DB                             | UCLA                           |
| 5                              | 123                            | Kelly Kirchbaum                | LB                             | Kentucky                       |
| 5                              | 125                            | Stan Blinka                    | LB                             | Sam Houston St.                |
| 6                              | 149                            | Bill Dufek                     | G                              | Michigan                       |
| 7                              | 179                            | Emmett King                    | RB                             | Houston                        |
| 7                              | 187                            | Keith Brown                    | DB                             | Minnesota                      |
| 8                              | 198                            | Marshall Harris                | DE                             | TCU                            |
| 8                              | 205                            | Willie Beamon                  | LB                             | Boise St.                      |
| 9                              | 232                            | Gordy Sprattler                | RB                             | North Dakota St.               |
| 10                             | 262                            | Steve Sybeldon                 | T                              | North Dakota                   |
| 10                             | 263                            | Ed McGlasson                   | C                              | Youngstown St.                 |
| 11                             | 288                            | Dan Sanders                    | QB                             | Carson-Newman                  |
| 12                             | 314                            | Paul Darby                     | WR                             | Texas St.                      |

## Roster
| Roster dei New York Jets nel 1979 |
| --- |
| Quarterback - 17 Matt Robinson - 4 Pat Ryan - 14 Richard Todd Running Back - 34 Woody Bennett FB - 25 Scott Dierking - 21 Clark Gaines FB - 42 Bruce Harper - 33 Kevin Long FB - 44 Tom Newton Wide Receiver - 84 Paul Darby - 80 Roger Farmer - 81 Derrick Gaffney - 86 Bobby Jones - 85 Wesley Walker Tight End - 83 Jerome Barkum - 86 Bob Raba - 82 Mickey Shuler Offensive Linemen - 60 Dan Alexander G - 68 Eric Cunningham T - 65 Joe Fields C - 67 Ed McGlasson C - 79 Marvin Powell T - 66 Randy Rasmussen G - 61 John Roman G - 70 Stan Waldemore G - 72 Chris Ward T Defensive Linemen - 99 Mark Gastineau DE - 73 Joe Klecko DT - 93 Marty Lyons DE - 76 Lawrence Pillers DE - 74 Abdul Salaam DT - 71 Bob Winkel DT Linebacker - 54 Stan Blinka - 51 Greg Buttle - 55 Ron Crosby - 63 John Hennessy - 53 Mike McKibben - 50 John Sullivan Defensive Back - 26 Donald Dykes CB - 40 Bobby Jackson CB - 29 Johnny Lynn CB - 37 Tim Moresco - 22 Burgess Owens FS - 48 Ken Schroy - 23 Shafer Suggs SS Special Team - 1 Dave Jacobs K - 5 Pat Leahy K - 15 Chuck Ramsey P - 10 Rich Szaro K |
| Legenda - I rookie sono in corsivo. - Il primo ruolo è il principale mentre gli eventuali successivi indicano i ruoli secondari. - (IR) sta per Injured Reserve ed indica la lista ristretta per un solo giocatore infortunato che può tornare ad allenarsi dopo la settimana 6 e a rientrare in prima squadra dopo che questa ha giocato 8 partite. - (NF-Inj.) / (NF-Ill.) stanno rispettivamente per Non-Football Injured e Non-Football Illness ed indicano le liste dove viene inserito un giocatore che ha un infortunio o una malattia non dipendente dal football americano. - (PUP) sta per Physically Unable to Perform ed indica la lista dove viene inserito un giocatore mentre è in attesa di recuperare la condizione fisica. Nella stagione regolare dopo la sesta partita giocata dalla propria squadra, il giocatore ha tempo tre settimane per riprendere ad allenarsi, più tre settimane aggiuntive dal suo rientro agli allenamenti per rientrare in prima squadra. |

## Calendario
| Stagione regolare | Stagione regolare       | Stagione regolare | Stagione regolare |
| Turno             | Avversario              | Risultato         | Stadio            |
| ----------------- | ----------------------- | ----------------- | ----------------- |
| 1                 | Cleveland Browns        | S 25–22 (DTS)     | Shea Stadium      |
| 2                 | at New England Patriots | S 56–3            | Schaefer Stadium  |
| 3                 | Detroit Lions           | V 31–10           | Shea Stadium      |
| 4                 | at Buffalo Bills        | S 46–31           | Rich Stadium      |
| 5                 | Miami Dolphins          | V 33–27           | Shea Stadium      |
| 6                 | at Baltimore Colts      | S 10–8            | Memorial Stadium  |
| 7                 | Minnesota Vikings       | V 14–7            | Shea Stadium      |
| 8                 | Oakland Raiders         | V 28–19           | Shea Stadium      |
| 9                 | at Houston Oilers       | S 27–24 (DTS)     | Astrodome         |
| 10                | at Green Bay Packers    | V 27–22           | Lambeau Field     |
| 11                | Buffalo Bills           | S 14–12           | Shea Stadium      |
| 12                | at Chicago Bears        | S 23–13           | Soldier Field     |
| 13                | at Seattle Seahawks     | S 30–7            | Kingdome          |
| 14                | Baltimore Colts         | V 30–17           | Shea Stadium      |
| 15                | New England Patriots    | V 27–26           | Shea Stadium      |
| 16                | at Miami Dolphins       | V 27–24           | Miami Orange Bowl |

## Classifiche
| AFC East             | AFC East | AFC East | AFC East | AFC East | AFC East | AFC East | AFC East | AFC East | AFC East |
|                      | V        | S        | P        | %        | DIV      | CONF     | PF       | PS       | STR      |
| -------------------- | -------- | -------- | -------- | -------- | -------- | -------- | -------- | -------- | -------- |
| Miami Dolphins(3)    | 10       | 6        | 0        | .625     | 5–3      | 6–6      | 341      | 257      | S1       |
| New England Patriots | 9        | 7        | 0        | .563     | 4–4      | 6–6      | 411      | 326      | V1       |
| New York Jets        | 8        | 8        | 0        | .500     | 4–4      | 5–7      | 337      | 383      | V3       |
| Buffalo Bills        | 7        | 9        | 0        | .438     | 4–4      | 5–7      | 268      | 279      | S3       |
| Baltimore Colts      | 5        | 11       | 0        | .313     | 3–5      | 4–10     | 271      | 351      | V1       |